# Esercito di Liberazione Nazionale (Colombia)
L'Esercito di Liberazione Nazionale (in spagnolo Ejército de Liberación Nacional, ELN) è una organizzazione di guerriglia insurrezionale rivoluzionaria marxista-leninista che opera in diverse aree della Colombia dal 1964. Ha meno affiliati (5.000  guerrilleri) ed è meno nota delle FARC, altra formazione ribelle colombiana, ma è considerata la più longeva organizzazione guerrigliera dell'America Latina . Si stima che il conflitto armato tra lo Stato colombiano e l'ELN abbia comportato la morte di oltre 280mila persone e la migrazione interna di 8,7 milioni .

## Storia
L'ELN nasce il 4 luglio 1964 a San Vicente de Chucurí, meno di 400 chilometri dal confine con il Venezuela, sull'onda del successo della rivoluzione cubana, quando nelle zone contadine delle Colombia giovani idealisti imbracciano le armi durante un campo di formazione. Diversamente dalle FARC, che facevano riferimento solo al marxismo ed alla figura di Bolívar, l'ELN, almeno all'inizio, era molto influenzato anche dalla teologia della liberazione , tanto che un suo esponente, Camilo Torres Restrepo, si unì alla guerriglia e morì in combattimento.

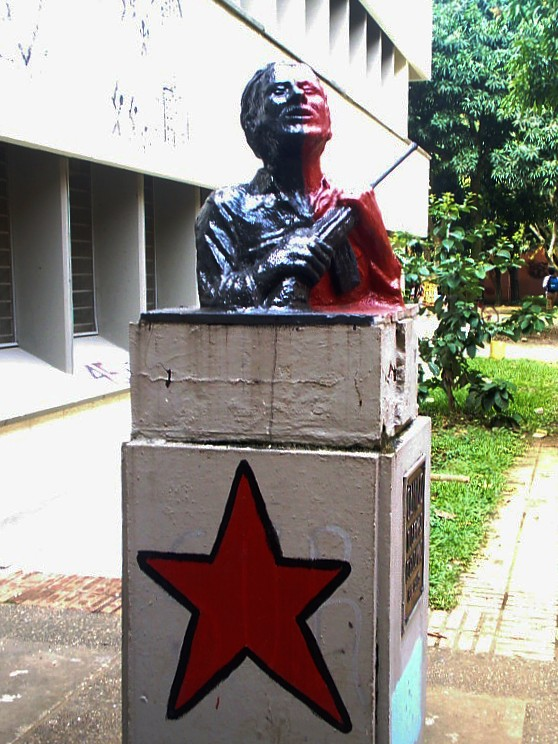
Busto di Camilo torres eretto nella Università del Valle

L'ELN rifiutava il modello sovietico e privilegiava un modello economico e politico autoctono; rifiutava anche i finanziamenti stranieri e si finanziava grazie al sostegno popolare e alle tasse imposte nei territori controllati. L'ELN, per disposizione statutaria, rifiutava di legarsi al narcotraffico anche se nella pratica accade che singoli fronti si leghino al narcotraffico per autofinanziarsi.
Il 7 gennaio 1965 il gruppo armato fa il suo primo attacco a Simacota, una piccola municipalità nel distretto di Santander, annunciando ufficialmente la sua nascita con un manifesto di 12 punti e la leadership di Fabio Vásquez Castaño. In seguito a tale evento, il governo organizza una offensiva militare tra il 7 agosto e il 18 ottobre del 1973, conosciuta come “Operazione Anorí”, che dimezza la struttura di comando e forza l'organizzazione a stabilire i primi accordi di pace con il governo Colombiano nel 1975 .
Dopo le significative perdite, il gruppo si trasferisce in un'area di confine tra la Colombia e il Venezuela, instaurando con il governo venezuelano rapporti duraturi di reciproco riconoscimento che durano fino ai giorni nostri. La riorganizzazione vede l’arrivo al vertice di Manuel Pérez, alias “El Cura” e di Nicolas Rodríguez Bautista, alias “Gabino”. Cambiano le attività intraprese per finanziarsi, che diventano sempre più legate alle estorsioni, ai sequestri e al contrabbando. Dagli anni '80, il gruppo costituisce la “Domingo Laín Front”, che estorce le multinazionali petrolifere nel dipartimento di Arauca .
Negli anni 90 l'ELN compie una serie di attentati per ribadire il suo carattere rivoluzionario e opposto al governo, tra cui si ricorda il massacro di Machuca (84 morti il 18 ottobre 1998 ), il dirottamento del volo 9463 di Avianca (41 passeggeri il 12 aprile 1999) e il rapimento di 194 fedeli in una chiesa di Cali (30 maggio 1999). Nel 2019, una autobomba attivata da un kamikaze nella scuola per cadetti della polizia di Bogotá, produce 22 morti e quasi 70 feriti . Il 28 ottobre 2023 viene rapito Luis Manuel Díaz, padre del calciatore Luis Fernando Díaz (liberato dopo 12 giorni) .
Diversi tentativi di composizione negoziale del conflitto sono falliti nel 2005, nel 2007, nel 2014 e nel 2022. Nel giugno 2024 l'ELN ha celebrato il suo VI Congresso, dove è stata confermata l’intenzione di proseguire il dialogo con il governo di Gustavo Petro e ratificando la guida del Comando Centrale, dove spicca la figura di Eliécer Erlinto Chamorro, alias “Antonio García” , al posto di Nicolas Rodríguez Bautista che era stato nominato al V congresso nel febbraio 2015 .